# Readly
Readly är en digital prenumerationstjänst för magasin med innehåll från tredjepartsförlag, tillgängligt via webbläsare och app för en månadskostnad. 
I slutet av 2022 fanns totalt 7000 titlar tillgängliga på plattformen.
Readlys katalog är indelad i 30 olika kategorier. Dessa inkluderar bland annat mode och skönhet, vetenskap och teknik, hälsa och välmående, näringsliv, underhållning, livsstil, fotografering, resor, bröllop, spel, barn och familj.
Några av Readlys funktioner är bland annat artikelsök som ger användare en genväg till relevanta artiklar, samt Readly Exclusive med originalinnehåll som enbart finns hos Readly. I tjänsten finns även kurerat innehåll via funktionen Readly Articles, med utvalda fördjupande reportage och intervjuer i mobilt format.

## Historia
Readly grundades av Joel Wikell år 2012.
Readly lanserades i Storbritannien år 2014, därefter i Tyskland 2015, Nederländerna 2018, Italien 2019, och Australien och Nya Zeeland 2020. 
I september 2020 noterades Readlys aktie på Nasdaq Stockholm Midcap. Vid denna tidpunkt var appen tillgänglig i 50 länder med innehåll på 17 olika språk.
I november 2021 förvärvade Readly det franska bolaget Toutabo SA, ägare av den digitala prenumerationstjänsten ePresse. Innehavet i Toutabo avyttrades i juni 2024 till Cafeyn.
I december 2022 lämnade Bonnier News ett kontant uppköpserbjudande till aktieägarna i Readly. Efter en höjning av det initiala budet ägde Bonnier News 65,8 procent av aktierna i Readly i mars 2023. Drygt två år senare lämnade Bonnier News ett nytt bud som gjorde att man i maj 2025 nådde en ägarandel i Readly på mer än 90 procent. Enligt aktiebolagslagen påkallade Bonnier News tvångsinlösen av resterande aktier och Readlys aktier avnoterades från First North i juni 2025.